# 約翰·休姆
約翰·休姆（英語：John Hume；1937年1月18日—2020年8月3日）是一名北愛爾蘭政治人物，来自德里。他是社會民主工黨的创始人之一，並在1998年和大衛·特林布爾共同獲頒諾貝爾和平獎。
1979年—2001年，約翰·休姆担任社會民主工黨第二任主席。他也是自北愛爾蘭福伊爾郡選出的歐洲議會議員、福伊爾郡議會議員，同時亦是北愛爾蘭議會議員。
約翰·休姆被認為是北愛爾蘭近代歷史上最重要的政治人物，並且他也是北愛爾蘭和平協議的締建者。他共獲頒諾貝爾和平獎、甘地和平獎與马丁·路德·金獎。在2010年愛爾蘭國家廣播電台所做的一項愛爾蘭百大傑出人物民意調查，約翰·休姆名列第一。

## 早期生涯
約翰·休姆出生於倫敦德里，並就讀於聖庫倫學院、聖帕特里克學院，最後他在愛爾蘭國立大學的天主教神學院唸書，預期將來做一名神職人員。在他就學期間，他的老師就是未來的樞機主教Tomás Ó Fiaich。
他沒有完成在神學院的課程，但他拿到了文學碩士的學位，並且之候回到他的家鄉當一名老師，他也是當地一間信用合作社的創辦成員。在西元1960年代與像是休洛格等人組織並率領民權運動。約翰·休姆是在六十年代北愛爾蘭爭取建立第二間大學這場抗爭時的顯著人物。在這場運動之後，約翰·休姆成為德理公民行動委員會（DCAC）的著名人物。德理公民行動委員會（DCAC）在當時倍受外界關注的倫敦德理舉辦了遊行。德理公民行動委員會（DCAC）希望以此使得媒體關注到在倫敦德理被聯合政府壓制了多年的人民怨氣。德理公民行動委員會（DCAC）在針對當地的具體議題，改善倫敦德里的情況與保持和平的立場並不同於北愛爾蘭民權協會（NICRA）。並且為避免在遊行中出現暴力或靜坐而特設了一個委員會。

## 參與信用合作社時期
約翰·休姆是德理信用合作社的創辦成員。在27歲時他成為愛爾蘭聯合信用合作社最年輕的負責人。他擔任該社負責人從1964年至1968年止。

## 從政生涯
約翰·休姆在60年代活耀於國家主義黨，但是由於厭惡黨內許多同全國政治陣線工作的同志，於西元1964年後辭職。
約翰·休姆在西元1960年代高漲的民權運動背景下成為北愛爾蘭議會中的民族派。他在1973年當選了北愛爾蘭議會議員，在1973年擔任短暫的商務部長。在西元1983年當選威斯特敏特議會議員。
在西元1971年他參與了有四位威斯特敏特議會議員參與的48小時絕食抗議，抗議數百位未經審判便被拘禁的愛爾蘭共和黨成員。北愛爾蘭政府一份長達30年前的公文顯示，在當初的事件歷經8年之後，一位外交人員在1979年相信約翰·休姆仍有支持這些受到拘禁的人。然而社會民主及勞工黨很明確否認這一點。
在西元1977年，約翰·休姆質疑了在1922年制定的《國家授權（特別權力）法案》底下的規定，此規定允許軍隊可以解散國會或超過三人以上的集會。北愛爾蘭最高法院首席法官，洛瑞法官依據1920年愛爾蘭政府法案的北愛爾蘭議會不得制定與軍隊相關的法律等規定，判定其規定越權。
約翰·休姆是社會民主及勞工黨的創建成員和繼加瑞·菲特後的第二任黨主席。他同時也是北愛爾蘭選出的三屆歐洲議會議員，也在美國波士頓學院擔任教職。在1995年，他得到該校的榮譽學位。
約翰·休姆直接地參與了英國政府與新芬黨的秘密協商，並且他努力的嘗試想將新芬黨拉到公開的談判桌上。這起協商被認為對1985年簽定的《英愛協議》起了關鍵性的主導作用。
然而，絕大多數的工會人士都抵制這次協議，並在貝爾法斯特市中心舉行了大規模的公民集會來表達他們的不滿。許多共和黨人和民族主義者也拒絕了，因為他們已經看到它做的不夠。然而，約翰·休姆持續與英國政府和新芬黨溝通。在"休姆-亞當斯的進程"下，讓愛爾蘭共和軍在1994年發表了最終停火宣言，並提供了相對和平的背景使得雙方能夠從中協商出《貝爾法斯特協議》。

## 個人聲望
約翰·休姆被認為是北愛爾蘭近來許多政治發展，從《向陽協議》權力共享到《英愛協議》與《貝爾法斯特協議》背後幫助推波助瀾的一股力量。他與北愛爾蘭統一黨的大衛·特林爾共同獲頒1998年的諾貝爾和平獎。
當大衛·特林布爾接下北愛爾蘭政府第一部長後一般認為休姆可以接下其副部長的職位，當時他是第二大政黨（SDLP）的領導人。但接替副部長這職位的則是同出自於（SDLP）的謝默斯馬倫。一些政治記者以此報導了儘管約翰·休姆與大衛·特林爾一同獲頒諾貝獎，但他們之間的工作關係卻是惡劣的。
他在領導社會民主及勞工黨後自2001年退休，他被人們即使是他長期的對手，地方議會及歐洲議會議員Conor Cruise O'Brien牧師贊譽為他能跨越政治上的鴻溝。雖然一位愛爾蘭的作家與從前的政治家Conor Cruise O'Brien批評，認為約翰·休姆擁有反新教立場的成見。透過約翰·休姆選擇打板球更甚於打愛爾蘭橄欖球可以得知他從來不是一名尋常的國家主義者。他在德里板球隊是一名左投手同時也是隊內唯一的天主教徒。即使是在尷尬時期他在隊伍里一樣受到歡迎。休姆擔任由愛爾蘭基金提供的Tip O'Neill和平研究主席。
在他領導與新芬黨對話的期間，南愛爾蘭的評論家歐里哈瑞斯強烈地批評約翰·休姆，在歐里哈瑞斯之後由他的朋友強烈地督促愛爾蘭政府，去停止支持對約翰·休姆創造下的和平。

## 退休生涯
在2004年2月4日，約翰·休姆宣布從政壇上退休，馬克道肯成為社會民主及勞工黨的第三任黨主席。他與他的太太仍持續倡議歐洲整合的運動，討論從全球性的貧困至信用合作社等議題不等。他於2005年在新澤西州的西頓霍爾大學和2007年7月18日的加拿大聖托馬斯大學進行演講。在愛爾蘭國立大學梅努斯分校近期建設的一棟建築即以他的名字做為命名。
約翰·休姆此外也是德利城足球俱乐部的主席，在他生涯一直是這支隊伍的熱衷支持者。還有愛爾蘭兒童慈善計畫的贊助人。
約翰·休姆是一位虔誠的天主教徒，並且現在能在多戈尼爾鎮的群眾裡看到他的身影。

## 獲頒獎項
- 2007年-加拿大聖托馬斯大學榮譽文學博士
- 1995年-美國波士頓學院榮譽法學博士
- 1998年-諾貝爾和平獎（共同獲頒）
- 1999年-馬丁路德金獎章
- 2001年-甘地和平獎
- 2014年-聖大額我略教宗騎士團勳章(騎士指揮官)

## 延伸閱讀
- John Hume, 'Personal views, politics, peace and reconciliation in Ireland,' Town House, Dublin, 1996.
- John Hume, ‘Derry beyond the walls: social and economic aspects of the growth of Derry,' Ulster Historical foundation, Belfast, 2002.
- Barry White, 'John Hume: a statesman of the troubles,' Blackstaff, Belfast, 1984
- George Drower, 'John Hume: peacemaker,' Gollancz, 1995
- George Drower, 'John Hume: man of peace,' Vista, London, 1996
- Paul Routledge, 'John Hume: a biography,' Harper-Collins, London, 1997
- Gerard Murray, 'John Hume and the SDLP: impact and survival in Northern Ireland,' Irish Academic Press, Dublin, 1998.

## 外部連結
- His Nobel Lecture （页面存档备份，存于）
- His Address to the College Historical Society of Trinity College Dublin, on Northern Ireland
- Tip O'Neill Chair in Peace Studies at the University of Ulster （页面存档备份，存于）